# Till Requate

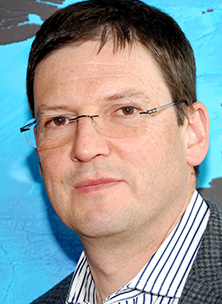
Till Requate

Till Requate, eigentlich Tilman Karl Willhelm Requate (* 19. September 1957 in Bielefeld) ist ein deutscher Mathematiker, Wirtschaftswissenschaftler und Hochschullehrer.

## Wissenschaftliche Laufbahn
Till Requate studierte von 1978 bis 1985 Mathematik, Philosophie, Physik und Sport an der Universität Bielefeld. Er schloss sein Studium 1985 mit dem Staatsexamen Sek I&II in Mathematik und Philosophie ab. 1989 erlangte er die Doktorwürde in den Wirtschaftswissenschaften an der Universität Bielefeld, wo er 1995 auch seine Habilitation erhielt. Zwischen 1990 und 1995 war Till Requate Assistenzprofessor am Institut für mathematische Ökonomie der Universität Bielefeld und erhielt 1996 eine Professur für Umwelt – Ökonomie und eine Einstellung als Direktor des Interdisziplinären Instituts für Umwelt – Ökonomie an der Universität Heidelberg. Seit 2002 ist er Professor für Ökonomie an der Christian-Albrechts-Universität zu Kiel.  Till Requate war Gastprofessor an der University of California (1989), am California Institute of Technology (1992), University of Colorado Boulder (1993), University of Arizona (2001), University of Florida (2004), California Polytechnic State University (2009), North Carolina State University (2012) (USA), und der Science University Malaysia (2008, 2009, 2012). Er war zudem Mitglied der Expertenkommission Forschung und Innovation.
Requate ist seit 2014 der Chefredakteur des Journal of Environmental Economics and Management.

## Ehrungen und Auszeichnungen
- Von-Bennigsen-Förderpreis für junge Wissenschaftler (1991)
- Eric Kempe Award (2004)[1]
- EAERE Fellow (2023)[3]

## Forschungsprojekte
- 2001–2004 „Dynamische Anreize Umweltpolitischer Instrumente“ I & II
- 1998–2002 Graduate School Environmental and Resource Economics, Universitäten Heidelberg und Mannheim
- 2006–2007 „Incentives for Innovation and Adoption of New Technology“
- 2005 BMBF/OECD Projekt zusammen mit ZEW, Mannheim; RWI, Essen
- 2006–2007 / 2007–2009 „An Experimental Approach to Adopt of New Technology under Emissions Trading“[1]

## Ausgewählte Publikationen
- D.J. Phaneuf, T. Requate (2016): A course in environmental economics: theory, policy, and practice. Cambridge University Press.
- T. Requate: Climate Policy between Activism and Rationalism. In: Analyse und Kritik. Band 32, Nr. 1, 2010, S. 159–176.
- U. Moslener, T. Requate: Optimal Abatement in Dynamic Multi-Pollutant Problems when Pollutants are Complements or Substitutes. In: J. Econ. Dyn. Control. Band 31, 2007, S. 2293–2316.
- W. Unold, T. Requate: Environmental Policy Incentives to Adopt Advanced Abatement Technology – Will the True Ranking Please Stand up? In: Europ. Econ. Rev. Band 47, 2003, S. 125–146.[1]
- M.F. Quaas, J.N. Meya, H. Schenk, B. Bos, M.A. Drupp, T. Requate: The Social Cost of Contacts: Theory and Evidence for the Covid-19 Pandemic in Germany. CESifo Working Paper No. 8347, 2020.